# Evropský pohár v ledolezení 2020/2021
4. Evropský pohár v ledolezení 2020/2021 (anglicky UIAA Ice Climbing European Cup 2020/2021) měl proběhnout od listopadu 2020 do února 2021, celkem v pěti městech a zemích pouze v jedné disciplíně (obtížnost) pod patronací Mezinárodní horolezecké federace (UIAA). Uskutečnily se pouze závody v Brně a Oulu.

## Přehledy závodů
Počítání bodů bylo stejné jako na závodech světového poháru, do výsledků se počítaly výsledky ze dvou závodů.

### Kalendář
| Kalendář závodů EP 2022/2023 v ledolezení | Kalendář závodů EP 2022/2023 v ledolezení | Kalendář závodů EP 2022/2023 v ledolezení | Kalendář závodů EP 2022/2023 v ledolezení | Kalendář závodů EP 2022/2023 v ledolezení | Kalendář závodů EP 2022/2023 v ledolezení | Kalendář závodů EP 2022/2023 v ledolezení | Kalendář závodů EP 2022/2023 v ledolezení |
| Datum                                     | Místo                                     | Země                                      | Web                                       | Počet závodníků                           | Počet závodníků                           | Počet zemí                                | Počet zemí                                |
| Datum                                     | Místo                                     | Země                                      | Web                                       | muži                                      | ženy                                      | muži                                      | ženy                                      |
| ----------------------------------------- | ----------------------------------------- | ----------------------------------------- | ----------------------------------------- | ----------------------------------------- | ----------------------------------------- | ----------------------------------------- | ----------------------------------------- |
| 21. listopadu                             | Bern                                      | Švýcarsko                                 | nekonalo se                               | nekonalo se                               | nekonalo se                               | nekonalo se                               | nekonalo se                               |
| 5. prosince                               | Žilina                                    | Slovensko                                 | nekonalo se                               | nekonalo se                               | nekonalo se                               | nekonalo se                               | nekonalo se                               |
| 12. prosince                              | Brno                                      | Česko                                     |                                           |                                           |                                           |                                           |                                           |
| 12. prosince                              | Utrecht                                   | Nizozemsko                                | nekonalo se                               | nekonalo se                               | nekonalo se                               | nekonalo se                               | nekonalo se                               |
| 20. února                                 | Oulu                                      | Finsko                                    |                                           |                                           |                                           |                                           |                                           |
| Celkem                                    | (5)2                                      | (5)2                                      | iceclimbing.sport                         |                                           |                                           |                                           |                                           |